# Peter Schilling
Peter Schilling, egentligen Pierre Michael Schilling, född 28 januari 1956 i Stuttgart, Tyskland, är en tysk musiker inom musikgenre syntpop. Hans låtar har ofta science fiction-teman som utomjordingar, astronauter och katastrofer. Han är mest känd för sin hitsingel "Major Tom (Coming Home)" från 1983 som blev en internationell succé.